# Sågtandad ledsköldpadda
Sågtandad ledsköldpadda (Kinixys erosa) är en sköldpaddsart i familjen landsköldpaddor som förekommer i västra och centrala Afrika. Den blir 25–32 centimeter lång och har en led på den bakre delen av ryggskölden som gör att den kan sluta till sitt skal helt. Sköldpaddan är en allätare som äter olika växtdelar, små ryggradslösa djur och as. Den lever i skogar, vid träsk och flodbanker. Honan lägger äggen på marken, i flera mindre kullar om ungefär fyra stycken ägg per kull, och efter att hon lagt äggen täcker hon som skydd över dem med löv.